# Зажигино (Архангельская область)
Зажигино — деревня в Каргопольском районе Архангельской области России. Входит в состав Каргопольского муниципального округа. С 2004 до 2020 года входила в состав Каргопольского городского поселения. Находится к северо-западу от Каргополя.
В 1919 году деревня была в составе Каргопольского уезда, который был переведён из Олонецкой губернии в состав Вологодской губернии.
В 1963—1965 годах деревня входила в состав Каргопольского сельского района.

## Население
| 2002 | 2010 | 2012 | 2014 | 2016 | 2017 | 2018 |
| ---- | ---- | ---- | ---- | ---- | ---- | ---- |
| 7    | →7   | →7   | ↘5   | ↗7   | ↗8   | ↘7   |
| 2019 | 2020 |      |      |      |      |      |
| →7   | ↘6   |      |      |      |      |      |

В 2005 году в деревне проживало 4 человека.

### Карты
- [web.archive.org/web/20060707071745/mapp37.narod.ru/map1/index089.html Топографическая карта P-37-89,90. Каргополь]
- Топографическая карта P-37-21_22
- Зажигино на карте Wikimapia